# Championnat du Luxembourg de baseball
 (septembre 2024).
Le championnat du Luxembourg de baseball se tient depuis 2003. Il réunit l'élite des clubs luxembourgeois sous l'égide de la Fédération luxembourgeoise. Les premiers champion furent les Beckerich Hedgehogs et les tenants du trophée sont les Beckerich Hedgehogs, qui ont remporté les huit titres mis en jeu. Les trois dernières finales du championnat proposent la même affiche : Hedgehogs-Cowboys.
À noter que les clubs du Grand-duché s'alignent également dans les championnats régionaux belges ou allemands.

## Clubs de la saison 2011
- Beckerich Hedgehogs
- Beckerich Hedgehogs 2
- Schieren Cowboys
- Dudelange Red Sappers

## Palmarès
- 2003 : Beckerich Hedgehogs
- 2004 : Beckerich Hedgehogs
- 2005 : Beckerich Hedgehogs
- 2006 : Beckerich Hedgehogs
- 2007 : Beckerich Hedgehogs
- 2008 : Beckerich Hedgehogs
- 2009 : Beckerich Hedgehogs
- 2010 : Beckerich Hedgehogs